# Саутчејс (Флорида)
Саутчејс (енгл. Southchase) насељено је место без административног статуса у америчкој савезној држави Флорида.

## Демографија
По попису из 2010. године број становника је 15.921, што је 11.288 (243,6%) становника више него 2000. године.
| Група             | 2000.         | 2010.         |
| Белци             | 1.851 (40,0%) | 3.897 (24,5%) |
| Афроамериканци    | 673 (14,5%)   | 2.234 (14,0%) |
| Азијати           | 424 (9,2%)    | 1.751 (11,0%) |
| Хиспаноамериканци | 1.567 (33,8%) | 7.755 (48,7%) |
| Укупно            | 4.633         | 15.921        |